# The Idoru
A The Idoru egy angol nyelven éneklő magyar post-hardcore/modern dallamos punk zenekar, amelyet a Newborn tagjai alapítottak meg.

## Történet
2003-ban alakultak meg Budapesten. Legelőször klubokban játszottak, majd egy japán lemezkiadóval együtt piacra dobtak egy középlemezt. Legelső nagylemezük 2004-ben jelent meg, azóta még három stúdióalbum került ki a házuk tájáról. Többször koncerteztek is, főleg külföldön, olyan nevekkel, mint a The Misfits vagy az Ignite. Lemezkiadóik: EDGE Records, Burning Season, Deadbutcher Records. 2014-ben feloszlottak, 2016-ban egy koncert erejéig újból összeálltak. Az utolsó fellépés az A38 Hajón zajlott. A zenészek elmondása szerint azért oszlottak fel, mert úgy érezték, hogy mindent a csúcsra vittek pályafutásuk alatt.
2019-ben ismét összeállt a klasszikus felállás és 2020-ban megjelenik az Old Song EP. 

## Tagok

### Jelenlegi felállás
- Bödecs András – ének (2003-2009, 2019-)
- Szalkai Tibor – gitár (2003-2014, 2019-)
- Mohácsi Mátyás – basszusgitár (2005-2009, 2019-)
- Varga Gergő – gitár (2022-), basszusgitár (2013-2014)
- Szirota Márió – dob (2023-)

### Egykori tagok
- Nagy "Big" Gábor – gitár (2003-2014, 2019-2022)
- Szabó László – dob (2004-2009, 2019-2023)
- Ács Máté – basszusgitár (2003-2005)
- Fellegi Ádám – dob (2003-2004)
- Kocsis Máté – dob (2009-2014)
- Szolga József – ének (2009-2014)
- Pásztóy Balázs – basszusgitár (2009-2013)

## Diszkográfia
- Brand New Way, Brand New Situation (2004)
- Monologue (2007)
- Face the Light (2009)
- Time (2011)
- Time Special Edition (2013)
- Undertow (2024)

## Egyéb kiadványok
- After the Storm (demó, EP, 2003)
- Hopeless Illusions (EP, 2006)
- Modern Rock Split (2010)
- Old Songs (EP, 2020)
- So Kind, Yet So Cruel (Single) (2021)
- The Loneliest Drive (Single) (2022)
- One Word (Single) (2022)